# 普雷哈诺
普雷哈诺，是西班牙拉里奥哈自治区的一个市镇。总面积42平方公里，总人口205人（2001年），人口密度5人/平方公里。